# Шандрівська загальноосвітня школа (Дніпропетровська область)
Шандрівська загальноосвітня школа І-ІІІ ступенів — україномовний навчальний заклад І-III ступенів акредитації у селі Шандрівка, Юр'ївського району Дніпропетровської області.

## Загальні дані
Шандрівська загальноосвітня школа І-ІІІ ступенів розташована за адресою: вул. Шевченка, 75, село Шандрівка (Юр'ївський район) — 51314, Україна.
Директор закладу — Жукова Ірина Борисівна. 
Мова викладання — українська.
Профільна направленість: здійснення профільного навчання за філологічним профілем. 
Всього вчителів - 15.  З них : 
- з вищою освітою –  12;

- з середньою спеціальною –  3;

- старших вчителів  -     4;

- вчителів – методистів -  3;

- вчителів вищої  категорії -   10;

- вчителів  1  категорії   -  1;

- вчителів 2  категорії –  0;

- спеціалістів  -   4.

## Історія
Виховна робота школи організована згідно з вимогами "Закону про освіту", державних концепцій національного виховання, громадянського виховання, патріотичного виховання, сімейного виховання, превентивного виховання; спрямована на виконання цільових програм "Діти України", "Обдарованість", "Здоров'я", Національної програми патріотичного виховання, програми "Виховання". 

### Проблема школи
"Розвиток творчого потенціалу учнів методами інноваційних педагогічних технологій". 

## Джерело-посилання
- Офіційний сайт школи [Архівовано 30 вересня 2013 у Wayback Machine.]